# Jungfruskär, Houtskär
Jungfruskär är en ögrupp i Pargas kommun i Finland. De ligger i kommunen Pargas i den ekonomiska regionen  Åboland  och landskapet Egentliga Finland, i den sydvästra delen av landet, 210 km väster om huvudstaden Helsingfors. De största öarna är Storlandet, Nölstö och Hamnö. Den ligger utomskärs i Skärgårdshavet, vid Skiftet, och tillhör delvis Skärgårdshavets nationalpark.
Som mest har ögruppen haft en befolkning på 43 personer. På 1930-talet fanns en folkskola på Hamnö. Under andra världskriget placerades en kasern och kanoner på ön. Försvarsmakten fanns kvar på ögruppen till 1977.
Klimatet i området är tempererat. Årsmedeltemperaturen i trakten är 7 °C. Den varmaste månaden är augusti, då medeltemperaturen är 16 °C, och den kallaste är februari, med 0 °C. Jungfruskär har en mångsidig och frodig växtlighet, trots att öarna från havet ser ut att vara karga.

## Källor

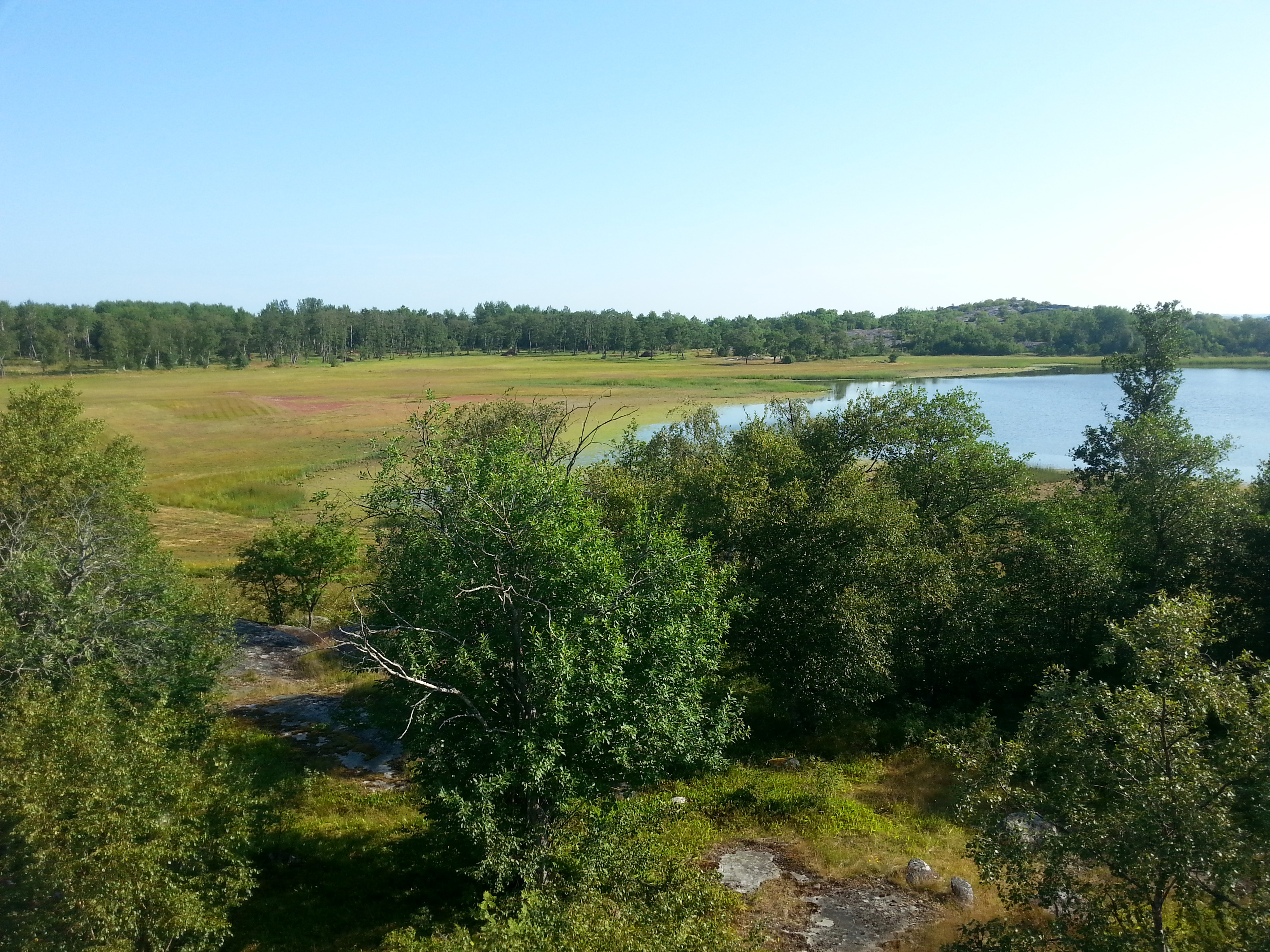
Jungfruskär.